# Apastamba
Apastamba   (Índia, p. segle VII aC - p. segle VII aC) va ser un matemàtic indi del segle VII aC. No es coneix res de la seva vida. Els historiadors tampoc estan d'acord en la datació de la seva obra que alguns daten el 600 aC i altres un segle o dos segles després. És probable que fos un clergue de la religió veda.
És conegut per haver escrit un Sulba Sutra. Els Sulba Sutres eren llibres sobre la construcció d'altars i sobre les formes dels llocs i focs rituals per als sacrificis. Escrits en forma d'aforismes, abordaven temes com la conversió d'espais circulars en quadrats amb la mateixa superfície o la construcció de quadrats sobre la diagonal d'un altre quadrat, etc.
El Sulba Sutra d'Apastamba està dividit en sis capítols, conté 223 sutres o aforismes i presenta essencialment el mateix contingut que el de Baudhayana.
Tot i tenir el mateix contingut que el Sulba Sutra de Baudhayana, conté algunes característiques originals que val la pena esmentar:
L'estil aforístic dels Sulba Sutres només proporciona fórmules per a fer determinades construccions sense explicar el procediment d'obtenció d'aquestes fórmules (el que avui anomenaríem una demostració). Això no obstant, Apastamba, en alguns passatges (com a la sutra 5.7) mostra raonaments comparables a una demostració.
A les sutres 5.2 a 5.6, proporciona una llista de ternes pitagòriques i mostra la seva utilització en la construcció de triangles rectangles. La llista de ternes, a part de la coneguda {\displaystyle 3,4,5}, inclou les següents:
{\displaystyle 5,12,13}
{\displaystyle 12,16,20}
{\displaystyle 8,15,17}
{\displaystyle 15,20,25}
{\displaystyle 12,35,37}
{\displaystyle 15,36,39}
{\displaystyle 5/2,6,13/2}
{\displaystyle 15/2,10,25/2}